# Radio Océan / Atlantic 2000
 (mai 2025).
Motif : Où sont les sources secondaires attestant de la notoriété au regard des critères généraux ou spécifiques?
- Archive Wikiwix
- Bing
- Cairn
- DuckDuckGo
- E. Universalis
- Gallica
- Google
- G. Books
- G. News
- G. Scholar
- Persée
- Qwant
- (zh) Baidu
- (ru) Yandex
- (wd) trouver des œuvres sur Wikidata

| 1. | Préciser le motif de la pose du bandeau. | Précisez le motif de la pose du bandeau en utilisant la syntaxe suivante : {{admissibilité à vérifier\|date=mai 2025\|motif=remplacez ce texte par le motif}}                                    |
| 2. | Informer les utilisateurs concernés.     | Pensez à avertir le créateur de l'article, par exemple, en insérant le code ci-dessous sur sa page de discussion : {{subst:avertissement admissibilité à vérifier\|Radio Océan / Atlantic 2000}} |

Radio Océan / Atlantic 2000 était une station de radio périphérique, généraliste et privée audible sur tous les départements de la Côte atlantique française du Pays basque à Brest en passant par les départements des Landes, de la Gironde, de la Charente-Maritime, de la Vendée et de toute la côte de la Bretagne du sud. Outre les habitants de ces régions, elle pouvait ainsi également toucher les nombreux touristes venus en vacances pendant l'été sur tout le littoral de l'Océan Atlantique.

## Histoire

### Première période Radio Atlantic (1956/1960)
En 1955, Jacques Trémoulet - propriétaire de Radio Andorre - constate que sa station de radio est difficilement audible au Pays basque. Il décide de créer une nouvelle radio sur cette région en passant un accord avec une station espagnole du réseau SER ayant un émetteur situé sur les hauteurs de la ville espagnole de San Sebastian. En avril 1956, cette station commence sa diffusion sous le nom de Radio Atlantic en relayant quotidiennement des émissions de Radio Andorre en français de 12 h à 13 h 30 et de 18 h à 20 h. En mai 1960, après cinq années d'exploitation, Radio Atlantic ne peut plus assurer le financement de ses émissions. Jacques Trémoulet, toujours propriétaire de la station et de Radio Andorre, décide de fermer Radio Atlantic et de concentrer son activité uniquement sur sa station andorrane.

### Deuxième période Radio Océan (1968/1972)
Fin 1967, après l'inauguration du nouvel émetteur de Sud Radio au Pic Blanc en Andorre et de l'amélioration de la diffusion de cette station concurrente dans le sud-ouest de la France; Jacques Trémoulet toujours patron de la station périphérique Radio-Andorre doit réagir et décide de rouvrir un relais pour sa radio pour recouvrir dans de bonnes conditions le Pays basque français ainsi que la façade atlantique du littoral français.
En 1968, après huit d'années d'absence sur la côte atlantique, Radio Andorre revient au Pays basque. Jacques Trémoulet signe cette fois un accord avec une autre radio espagnole de Saint Sébastien La Voz de Guipuzcoa (réseau REM (Red de Emisoras del Movimiento)) et lance le 14 août 1968 une nouvelle station nommée Radio Océan. Radio Océan audible dans une zone allant du Pays basque à Brest a à sa tête l'animateur vedette de Radio Andorre Jean Bonis qui enregistre les émissions musicales et publicitaires en Principauté d'Andorre.
Progressivement Radio Océan étoffe ses programmes et la durée de diffusion de son programme. Début 1970, les émissions ne sont plus enregistrées en principauté d'Andorre, mais réalisées en direct depuis le studio de San Sebastian ou du nouveau studio situé à Bayonne.
Radio Océan devient en fait une des premières radios locales privées vers la France. En 1971 les sondages estime son audience à 300 000 auditeurs. Son programme est désormais publié dans les colonnes des hebdomadaires français de radio-télé.
Jacques Trémoulet, le propriétaire de Radio Océan et de Radio Andorre, décède le 5 mars 1971. Ses successeurs ne veulent pas continuer l'expérience Radio Océan. Ils signent un accord avec le journal Sud Ouest, dirigé par Henri Amouroux. La radio va donc bénéficier de l'infrastructure du quotidien régional pour la couverture des événements, et de sa promotion dans les colonnes de Sud-Ouest.

### Troisième période Atlantic 2000 (1972/1975)
Jean Bonis quitte la station pour rejoindre à nouveau l'Andorre. La radio confie pour 3 ans sa régie publicitaire au quotidien Sud Ouest qui en prend le contrôle total. Radio Océan en 1972 continue son développement et touche désormais 650 000 auditeurs en Aquitaine et sur la côte atlantique. Elle diffuse chaque jour 5 heures d'émissions en français et 30 min en basque.
La nouvelle direction, sous l'autorité de René Hervé, décide du changement de nom : le 4 juillet 1972 Radio Océan devient Atlantic 2000.
Des studios sont ouverts à la Villa Kristel, rue du Coût à Anglet. Jean-Pierre Imbach réalise même des éléments de programmes enregistrés depuis Paris.
Il est ensuite envisagé la construction d'un émetteur propre à la station pour ne plus dépendre des créneaux horaires de la Voz de Guipuzcoa, mais le projet ne verra pas le jour. Pendant trois ans la radio progresse doucement...
Fin 1974 Henri Amouroux quitte la tête du quotidien bordelais et la nouvelle direction du journal ne désire plus continuer cette expérience radiophonique car la crise économique qui commence cette année-là empêche de bonnes recettes publicitaires.
Le coup fatal pour Atlantic 2000 est le décès du Général Franco en novembre 1975. En signe de deuil, toutes les radios d'Espagne ne doivent diffuser que de la musique classique pendant plusieurs semaines sans aucun message publicitaire. Atlantic 2000 émettant depuis Saint Sébastien est obligée de se soumettre à cette obligation. La direction de la radio en profite pour arrêter définitivement la station.

## Complément - Radio Adour Navarre (1978 / 1985)
Il a existé à partir de 1978 une station de radio différente, mais émettant elle aussi depuis l’Espagne sous le nom de Radio Adour Navarre. Elle a été inaugurée le 9 juillet 1978 par Alexandre de la Cerda. Comme Atlantic 2000, elle louait un temps d'antenne sur l'émetteur d'une autre radio espagnole (Radio Popular de Loyola (réseau COPE)) située près de Saint Sebastien.
Ce programme était composé d'émissions en français, basque et gascon, réalisées depuis un studio situé à Bayonne, était diffusé en modulation de fréquence donc ne pouvant être capté en France que dans une zone plus restreinte (Landes et Pyrénées-Atlantiques uniquement).
En 1981, avec la fin du monopole de la radiodiffusion en France et l'arrivée des radios libres, Radio Adour Navarre quitte l'Espagne, et diffuse désormais ses émissions 18 heures par jour depuis l'émetteur français de Ciboure.
En 1985 la station cesse ses émissions car elle est acquise par RTL qui utilise la fréquence de l'émetteur pour retransmettre sur les Landes et les Pyrénées-Atlantiques son programme national.